# ВТБ јунајтед лига
ВТБ јунајтед лига (рус. Единая Лига ВТБ, енгл. VTB United League) је регионална кошаркашка лига на подручју источне Европе. У првој сезони такмичили су се клубови из Русије, Естоније, Летоније, Литваније и Украјине. У сезони 2010/11. придружују се тимови из Финске, Пољске и Белорусије. Од сезоне 2011/12. своје тимове су дали Чешка и Казахстан.

## Историја
Први корак у оснивању ове лиге је био прављење такмичења под називом ВТБ јунајтед лига промо куп које је одржано у Москви у децембру 2008. године. Финале је одиграно 22. децембра 2008, а у њему је ЦСКА савладао Химки резултатом 70:66 и освојио ово такмичење.
Од сезоне 2009/10. кренула је званично да се игра лига и сваке године је имала све више клубова. У првој сезони играло је 8, у другој 12, у трећој 18 клубова. Од сезоне 2012/13. наступало је 20 тимова који су били подељени у две групе, а уместо фајнал фора се и у полуфиналу и финалу играло по плеј-оф систему (на 3 добијене утакмице). Од сезоне 2014/15. лига броји 16 учесника (без поделе на групе), након иступања представника Литваније, Украјине и Пољске.
У јулу 2012. због великог броја утакмица у сезони руски клубови су одлучили да се све њихове међусобне утакмице одигране у оквиру ВТБ лиге, рачунају за домаће првенство (ПБЛ лигу). Од сезоне 2013/14. ВТБ лига је и званично постала највиши ранг такмичења за руске клубове, док је ПБЛ лига угашена.

## Клубови у сезони 2022/23.
| Автодор Саратов       | Саратов, Русија         |
| Астана                | Астана, Казахстан       |
| Зенит Санкт Петербург | Санкт Петербург, Русија |
| Јенисеј Краснојарск   | Краснојарск, Русија     |
| Локомотива Кубањ      | Краснодар, Русија       |
| Самара                | Самара, Русија          |
| Нижњи Новгород        | Нижњи Новгород, Русија  |
| Парма                 | Перм, Русија            |
| УНИКС Казањ           | Казањ, Русија           |
| МБА Москва            | Москва, Русија          |
| Минск                 | Минск, Белорусија       |
| ЦСКА Москва           | Москва, Русија          |

## Досадашњи победници
| Сезона   | Домаћин          |                       | Финале   | Финале                | Финале                |                | Полуфиналисти         | Полуфиналисти | Полуфиналисти |
| Сезона   | Домаћин          | Победник              | Резултат | Финалиста             | Треће место           | Резултат       | Четврто место         |               |               |
| 2008.    | Москва           | ЦСКА Москва           | 70:66    | Химки                 | Кијев                 | 86:73          | Динамо Москва         |               |               |
| 2009/10. | Каунас           | ЦСКА Москва           | 66:55    | УНИКС Казањ           | Жалгирис              | 78:72          | Химки                 |               |               |
| 2010/11. | Казањ            | Химки                 | 66:64    | ЦСКА Москва           | УНИКС Казањ           | 95:75          | Азовмаш               |               |               |
| 2011/12. | Вилњус           | ЦСКА Москва           | 74:62    | УНИКС Казањ           | Лијетувос Ритас       | 91:83          | Локомотива Кубањ      |               |               |
| 2012/13. | играо се плеј-оф | ЦСКА Москва           | 3:1      | Локомотива Кубањ      | Жалгирис              | није се играло | Химки                 |               |               |
| 2013/14. | играо се плеј-оф | ЦСКА Москва           | 3:0      | Нижњи Новгород        | УНИКС Казањ           | није се играло | Лијетувос Ритас       |               |               |
| 2014/15. | играо се плеј-оф | ЦСКА Москва           | 3:0      | Химки                 | Локомотива Кубањ      | није се играло | Нижњи Новгород        |               |               |
| 2015/16. | играо се плеј-оф | ЦСКА Москва           | 3:1      | УНИКС Казањ           | Зенит Санкт Петербург | није се играло | Химки                 |               |               |
| 2016/17. | играо се плеј-оф | ЦСКА Москва           | 3:0      | Химки                 | Зенит Санкт Петербург | није се играло | Локомотива Кубањ      |               |               |
| 2017/18. | Москва           | ЦСКА Москва           | 95:84    | Химки                 | Зенит Санкт Петербург | 93:79          | УНИКС Казањ           |               |               |
| 2018/19. | играо се плеј-оф | ЦСКА Москва           | 3:0      | Химки                 | УНИКС Казањ           | није се играло | Зенит Санкт Петербург |               |               |
| 2020/21. | играо се плеј-оф | ЦСКА Москва           | 3:0      | УНИКС Казањ           | Локомотива Кубањ      | није се играло | Зенит Санкт Петербург |               |               |
| 2021/22. | играо се плеј-оф | Зенит Санкт Петербург | 4:3      | ЦСКА Москва           | УНИКС Казањ           | 3:1            | Локомотива Кубањ      |               |               |
| 2022/23. | играо се плеј-оф | УНИКС Казањ           | 4:1      | Локомотива Кубањ      | ЦСКА Москва           | 4:1            | Зенит Санкт Петербург |               |               |
| 2023/24. | играо се плеј-оф | ЦСКА Москва           | 4:1      | УНИКС Казањ           | Зенит Санкт Петербург | 3:1            | Локомотива Кубањ      |               |               |
| 2024/25. | играо се плеј-оф | ЦСКА Москва           | 4:2      | Зенит Санкт Петербург | УНИКС Казањ           | 3:1            | Локомотива Кубањ      |               |               |

### Успешност клубова
| Клуб                  | Победник                                                                    | Финалиста                        |
| --------------------- | --------------------------------------------------------------------------- | -------------------------------- |
| ЦСКА Москва           | 12 (2010, 2012, 2013, 2014, 2015, 2016, 2017, 2018, 2019, 2021, 2024, 2025) | 2 (2011, 2022)                   |
| УНИКС Казањ           | 1 (2023)                                                                    | 5 (2010, 2012, 2016, 2021, 2024) |
| Химки                 | 1 (2011)                                                                    | 4 (2015, 2017, 2018, 2019)       |
| Зенит Санкт Петербург | 1 (2022)                                                                    | 1 (2025)                         |
| Локомотива Кубањ      | —                                                                           | 2 (2013, 2023)                   |
| Нижњи Новгород        | —                                                                           | 1 (2014)                         |

## Најкориснији играчи по сезонама
| Сезона   | Најкориснији играч сезоне                | Најкориснији играч плеј-офа / фајнал фора |
| -------- | ---------------------------------------- | ----------------------------------------- |
| 2008.    | —                                        | Рамунас Шишкаускас ( ЦСКА Москва)         |
| 2009/10. | Виктор Хрјапа ( ЦСКА Москва)             | Џон Роберт Холден ( ЦСКА Москва)          |
| 2010/11. | Рамел Кари ( Азовмаш)                    | Виталиј Фридзон ( Химки)                  |
| 2011/12. | Андреј Кириленко ( ЦСКА Москва)          | Андреј Кириленко ( ЦСКА Москва)           |
| 2012/13. | И Џеј Роуланд ( ВЕФ Рига)                | Виктор Хријапа ( ЦСКА Москва)             |
| 2013/14. | Ендру Гаудлок ( УНИКС Казањ)             | Милош Теодосић ( ЦСКА Москва)             |
| 2014/15. | Нандо де Коло ( ЦСКА Москва)             | Андреј Воронцевич ( ЦСКА Москва)          |
| 2015/16. | Нандо де Коло ( ЦСКА Москва)             | Милош Теодосић ( ЦСКА Москва)             |
| 2016/17. | Алексеј Швед ( Химки)                    | Нандо де Коло ( ЦСКА Москва)              |
| 2017/18. | Нандо де Коло ( ЦСКА Москва)             | Серхио Родригез ( ЦСКА Москва)            |
| 2018/19. | Алексеј Швед ( Химки)                    | Никита Курбанов ( ЦСКА Москва)            |
| 2020/21. | Мантас Калнијетис ( Локомотива Кубањ)    | Данијел Хакет ( ЦСКА Москва)              |
| 2021/22. | Марио Хезоња ( УНИКС Казањ)              | Џордан Мики ( Зенит Санкт Петербург)      |
| 2022/23. | Никола Милутинов ( ЦСКА Москва)          | Ненад Димитријевић ( УНИКС Казањ)         |
| 2023/24. | Ненад Димитријевић ( УНИКС Казањ)        | Мело Тримбл ( ЦСКА Москва)                |
| 2024/25. | Двејн Ли Бејкон ( Зенит Санкт Петербург) | Мело Тримбл ( ЦСКА Москва)                |